# Santino Caramella
Santino Caramella (Genova, 22 giugno 1902 – Palermo, 26 gennaio 1972) è stato un filosofo e storico della filosofia italiano.

## Biografia e carriera
Genovese di nascita, ancora al liceo (1919), cominciò a collaborare con Piero Gobetti, il quale gli affidò la trattazione della filosofia su Energie Nove. Dal 1921, dopo un primo contatto con Piero Gobetti e La Rivoluzione liberale, su segnalazione di questi, entrò in collaborazione con il pedagogista siciliano Giuseppe Lombardo Radice, da cui apprese le dottrine del neoidealismo di Benedetto Croce e Giovanni Gentile. Dopo la laurea in Filosofia a Genova nel 1923, insegnò negli istituti superiori e conseguì la libera docenza, ma per le sue idee antifasciste fu arrestato nel 1928 e rinchiuso prima nelle carceri di Marassi a Genova, e poi fu trasferito a San Vittore a Milano; fu scarcerato il 6 luglio dello stesso anno, ma nel 1929 venne sospeso dall'insegnamento e dalla libera docenza. Ottenne, per intercessione di Croce, l'incarico di filosofia e storia della filosofia e di pedagogia presso l'Università di Messina e, nel 1933, vinse la cattedra di pedagogia nell'Università di Catania; negli anni 1935-1950 insegnò filosofia teoretica sempre a Catania. Nel 1939 secondo Ruggero Zangrandi prese parte ai convegni organizzati dalla Scuola di mistica fascista
Dal 1950 fino alla morte (1972) si trasferì all'Università di Palermo, ereditando la cattedra che era stata di Giovanni Gentile. Il suo allievo principale, che ne cura il lascito, è Francesco Armetta, docente alla Pontificia Facoltà Teologica di Sicilia.

## Pensiero
La sua vasta cultura, gli permise di vedere la continuità del pensiero classico e cristiano e, nell'ambito del pensiero moderno, l'unità delle opposte dialettiche nella legge vivente dello spirito e nel dinamismo della natura e della storia. Fu apprezzato storico della filosofia, della pedagogia e delle scienze.
La sua filosofia si può definire un neoidealismo crociano e gentiliano, ma reinterpretato alla luce dello spiritualismo cristiano. Il suo pensiero "supera" lo storicismo e la dottrina crociana degli opposti e dei distinti, e si esprime nell'interpretazione della pratica come eticità storica..
La religione e la teosofia rappresentano la possibilità di un pensiero spirituale più attento da un lato alla concretezza dell'uomo e dall'altro all'ineffabilità di Dio. La religione, anziché risolversi nella filosofia, colloca il proprio progresso in intima unità con il progresso della filosofia stessa: da un lato è esclusa la riduzione della religione ad atteggiamento pratico; dall'altro, le è conferita una distinta funzione teoretica.

## Opere principali
- Problemi e sistemi della filosofia, Messina, 1930.
- Religione, teosofia e filosofia, (1931).
- Breve storia della pedagogia, Messina, 1932.
- La logica moderna e le scienze fisico-matematiche, Roma, 1936.
- La filosofia di Plotino e il neoplatonismo, Catania, 1940.
- Ideologia, 1942.
- Metafisica, filosofia dell'esperienza, 1945.
- Metalogica, filosofia dell'esperienza, Catania, 1946.
- Autocritica, in: Filosofi italiani contemporanei, a cura di M.F. Sciacca, Milano, 1946, pp. 225-233.
- L'Enciclopedia di Hegel, Padova, 1947.
- La filosofia dello Stato nel Risorgimento, Napoli, 1947.
- Introduzione a Kant, Palermo, 1956.
- La pedagogia tedesca in Italia, Roma, 1964.
- Conoscenza e metafisica, Palermo, 1966.
- La mia prospettiva etica, Palermo, 1966.
- Santino Caramella-Benedetto Croce. Carteggio (1919-1947), a cura di Francesco Armetta, OCLC 40766667